# Leon Errol
Leon Errol (ur. 3 lipca 1881 w Sydney, zm. 12 października 1951 w Los Angeles) – amerykański aktor i komik pochodzenia australijskiego.

## Filmografia
- 1924: Yolanda jako Innkeeper
- 1933: Alicja w Krainie Czarów – Wujek Silbert
- 1934: Kapitan nienawidzi morza jako Layton
- 1937: Zdobywca serc jako Brennan
- 1942: Strictly in the Groove jako Durham
- 1948: Bet Your Life
- 1951: Footlight Varieties jako Leon

## Wyróżnienia
Posiada swoją gwiazdę na Hollywoodzkiej Alei Gwiazd.